# فرودگاه دوایر
فرودگاه دوایر (انگلیسی: Dwyer Airport) یک فرودگاه نظامی بود که تیپ اعزامی تفنگداران دریایی در آن مستقر بودند. این فرودگاه در جنوب غربی لشکرگاه در جنوب افغانستان واقع شده است.